# عدد ماخ
في جريان الموائع، عدد ماخ (بالإنجليزية: Mach number)‏ هو عدد دون وحدة، يشار إليه ب Ma، وهو يُمثّل النّسبة بين السّرعة المحليّة لمائع ما وسرعة الصّوت في نفس ذلك المائع. باتّباع نفس التّمشي، حين يتحرّك جسم صلب بالنّسبة لمائع، نستطيع أن نقرن بهذا الجسم عدد ماخ باعتماد السّرعة النسبيّة للتدفّق حول هذا الجسم. نقول حينها أنّ الطائرة تحلّق بسرعة ماخ-1 إذا كانت سرعتها مساوية لسرعة الصّوت، وأنّها تحلّق بسرعة ماخ-2 إذا كانت سرعتها ضعف سرعة الصّوت، وهكذا. سُمّي هذا العدد نسبة إلى الفيزيائي والفيلسوف النمساوي إرنست ماخ.

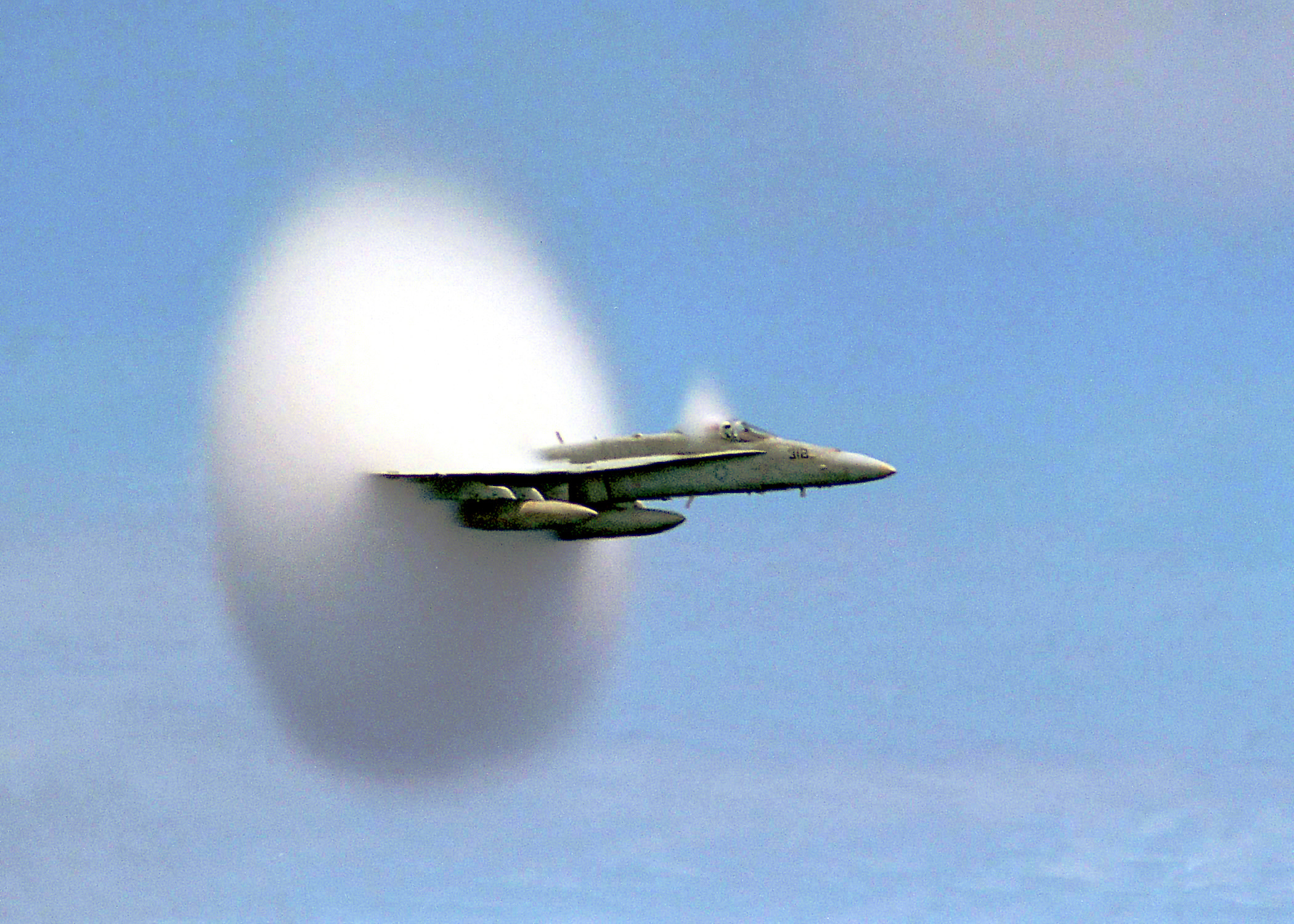
ظهور سحابة مخروطية حول اف-18 هورنت على وشك اختراق حاجز الصّوت، تعود السّحابة لتفرّد براندتل-غاويرت

## تعريف عدد ماخ
عدد ماخ يقيس النسبة بين القوى المرتبطة بالحركة وانضغاطيّة المائع.
{\displaystyle \ Ma={\frac {U}{a}}}
حيث
{\displaystyle \ Ma} هو عدد ماخ
{\displaystyle \ U} هي سرعة الجسم (بالنسبة لمحيطه)
{\displaystyle \ a} هي سرعة التدفّق أو سرعة الصّوت في المحيط المذكور.
هي تمثّل سرعة التدفّق لأيّ تغيّر يحدث في المحيط. في الهواء ذو الحرارة المعتادة، تساوي تقريبا 340 م.ث−1 أو 1224 كم.س−1. تختلف هذه السرعة باختلاف الحرارة والارتفاع.
بصورة عامّة، وفي حال لم توجد معرقلات، فإنّ التغيّرات في التدفّق تنتشر بنفس الطريقة في كلّ الاتّجاهات. وبالتالي فإنّ هذا التدفّق يوجد منتشرا على دائرة شعاعها 340 متر. وبما أنّ سطح الكرة متناسب مع مربّع شعاعها، فإنّ شدّة الاضطراب تنخفض بسرعة كلّما زادت المسافة : ذلك هو السبب الرّئيسي لانخفاض قوّة الصّوت، وهو سبب أهمّ كثيرا من اللزوجة.
في ما يلي، سنمثّل طائرة تحلّق بسرعة ثابتة V بنقطة ميكانيكية.

### تدفّق تحت-صوتي
إذا كان {\displaystyle V<a} ({\displaystyle Ma<1})، فإنّ الطائرة، التي تمتلك سرعة أقلّ من سرعة تضخّم كرات الاضطرابات التي تُولّدها كل لحظة، توجد دائما داخل تلك التي وُلّدت سابقا. إنّها الظّاهرة التي يعرفها الجميع : يسمع المراقب الثابت الصوت ضعيفا جدا آتيا من من الكرات الأولى المتمدّدة جدّا، ويشتدّ الصّوت حتى تكون الطائرة قريبة جديدة ثم ينخفض من جديد حتّى يفنى.
بالإضافة إلى ذلك، فإنّ تحرّك النقاط المركزيّة لكرات الاضطراب تنتج عنه تأثير دوبلر

### تدفّق صوتي
إذا كان {\displaystyle Ma=1}، فإنّ الطائرة ملتصقة دائما بمقدّمة كلّ الكرات المُولّدة سابقا والتي تكون كلّها بالتّالي مماسّة لسطح عمودي لحركة الطّائرة. إن تراكب عدّة اضطرابات صغيرة يولّد اضطرابا كبيرا يُضخّم مقاومة الهواء : ذاك هو جدار الصوت.

### تدفّق فوق-صوتي
.
إذا كان {\displaystyle Ma>1}، تترك الطّائرة كلّ كرات الاضطراب خلفها. إنّ تحليلا بسيطا يشير إلى أنّ كلّ هذه الكرات مماسّة لموشور يسمّى موشور ماخ.
خارج موشور ماخ، أمام الطّائرة، يخيّم هدوء مطبق لأنّه ما من اضطراب قد وصل للمراقب بعد. يسمع المراقب الموجود داخل الموشور صوتا ينخفض تدريجيا مثل حالة التدفّق تحت-صوتي. على الموشور، يعود الصوت الضّخم لتراكب الاضطرابات الصّغيرة.

## معطيات عمليّة
إنّ التحليل السّابق يعطي فكرة عامّة عن أهميّة رقم ماخ لكنّ الحقيقة أكثر تعقيدا. نُفرّق عادة بين السّرعات التالية :
- Ma < 0,94 : نتحدّث عن تدفّق تحت-صوتي،
- 0,94 < Ma < 1,2 : نتحدّث عن تدفّق صوتي،
- 1,2 < Ma < 5 : نتحدّث عن تدفّق فوق صوتي،
- Ma > 5 : نتحدّث عن تدفّق خارق للصّوت (هايبر-سونيك).

نستطيع أن نتجاهل انضغاط الهواء لأرقام ماخ الأقلّ من 0.3 تقريبا. إنّ الحالة الصوتيّة المعرّفة سابقا بين الحالة التحت صوتيّة والحالة الفوق صوتيّة لا وجود فيزيائي لها : فهي معوّضة بمجال انتقالي كبير، يسمّى مجالا صوتيّا (ترانس-سونيك)، تكون فيه الظّواهر معقّدة شيئا ما. في المجال الفوق صوتي، يُمثّل موشور ماخ، المُتحصّل عليه باعتبار حاجز على شكل نقطة، صورة مبسّطة عن موجة الصّدمة (أو لموجتي الصّدمة اللتان تولّدان الانفجار الصوتي المزدوج) بالقرب من حاجر حقيقي. النظام الخارق للصّوت (هايبر-سونيك) هو المجال الذي تظهر فيه الظاهر الفيزيائية-الكيميائية.

## اقرأ أيضا
- رقم كنودسن
- ميكانيك الموائع
- موجة صدمة
- موجة الصدمة العادية
- ويفرايدر